# Dolmen von Maurély
Der 1963/64 geplünderte Dolmen von Maurély liegt südwestlich von Saint-Antonin-sur-Bayon bei Aix-en-Provence im Osten des Département Bouches-du-Rhône in Frankreich. Dolmen ist in Frankreich der Oberbegriff für neolithische Megalithanlagen aller Art (siehe: Französische Nomenklatur). Der Dolmen wurde 1966 von Jean Courtin ausgegraben und 1970 von Jean Pigeard de Gurbert restauriert.
Die Kammer hat die Form eines Trapezes von 4,18 m Länge und einer Breite von 2,2 im vorderen und 1,45 m im hinteren Bereich. Die Endplatte (französisch Dalle de Chevet) ist 1,7 m breit und 1,0 m hoch. Jede Seite besteht aus drei Orthostaten und vier Bereichen aus Trockenmauerwerk. Die Nordseite konnte dank der intakten Grundmauern wiederhergestellt werden. Die drei Deckenplatten, die während der Plünderung abgebrochen wurden, konnten nicht wieder aufgelegt werden und liegen in der Nähe der Nordseite. Alle Platten sind aus lokalem Kalkstein. Die Bodenfliesen der Kammer wurden restauriert. Ein Gang ist nicht erkennbar, aber seine Existenz ist möglich. Der Rundhügel hatte einen Durchmesser von etwa 12,0 m. Er ist eingeebnet und verschmilzt mit dem natürlichen Gefälle.

## Funde
Menschliche Knochen und Grabbeigaben wurden von B. Pouyé 1965 in der zerstörten Anlage bei der Ausgrabung eingesammelt. Die Knochen weisen keine Anzeichen von Verbrennung auf. Die Zerstörung ermöglichte keine anthropologischen Aussagen aber es konnten viele Zähne aufgesammelt werden.
Die Werkzeuge bestehen aus zwei großen Klingen und Bruchstücken aus gebänderter Feuersteinklingen und sechs Pfeilspitzen. Neben 24 Perlen aus Steatit, wurde eine Grünsteinperle, eine Knochenperle, zwei Quarzkristalle, ein rötlicher Steinring und eine Kupferperle gefunden.